# Емельяненко, Евгений Владимирович
Евгений Владимирович Емельяненко (укр. Євген Володи́мирович Ємельяненко; рум. Ievgen Iemelianenko; 11 апреля 1981, Киев, СССР) — украинский и румынский хоккеист, защитник.

## Карьера
Воспитанник киевского хоккея. Начинал свою карьеру на родине. Затем на несколько лет уезжал в Румынию, где он несколько сезонов провел в "Стяуа". Помимо этого, Емельяненко отметился выступлениями в чемпионатах Италии и Казахстана. В 2014 году в третий раз уехал в "Стяуа". Позднее он выступал за другие румынские коллективы и получил местное гражданство.

## Сборная
За сборную Украины Евгений Емельяненко в первый сыграл в 2012 году на Чемпионате мира в Первом дивизионе в Словении. По итогам турнира украинцы заняли последнее место в группе "А" и вылетели в более слабую группу. Чуть ранее защитник вместе со сборной участвовал в матчах Евровызова и на зимней Универсиаде 2003 года.
После получения румынского паспорта хоккеист получил возможность выступать на соревнованиях под флагами другой страны. За Румынию он вместе с двумя другими украинцами Павлом Борисенко и Антоном Буточновым дебютировал в 2019 году на Чемпионате мира в Первом дивизионе группы "Б" в Эстонии.

## Достижения
- Чемпион Украины (2): 1998/99, 2001/2002.
- Чемпион Румынии (2): 2002/03, 2016/17.
- Обладатель Кубка Румынии (3): 2002/03, 2004/05, 2008/09.